# Asia Rugby U19 2018
El Asia Rugby U19 del 2018 fue la edición del torneo que organiza Asia Rugby. Los partidos se desarrollaron en el Taipei Municipal Stadium de Taipéi, en la República de China.

## Equipos participantes
- Selección juvenil de rugby de China Taipéi
- Selección juvenil de rugby de Corea del Sur
- Selección juvenil de rugby de Hong Kong (Dragones)
- Selección juvenil de rugby de Sri Lanka (Junior Tuskers)

## Posiciones
| Pos. | Equipo        | Encuentros | Encuentros | Encuentros | Encuentros | Tantos  | Tantos    | Tantos     | Puntos |
| Pos. | Equipo        | jugados    | ganados    | empatados  | perdidos   | a favor | en contra | diferencia | Puntos |
| ---- | ------------- | ---------- | ---------- | ---------- | ---------- | ------- | --------- | ---------- | ------ |
| 1    | Hong Kong     | 3          | 2          | 0          | 1          | 99      | 37        | + 62       | 11     |
| 2    | Corea del Sur | 3          | 2          | 0          | 1          | 51      | 46        | + 5        | 10     |
| 3    | China Taipéi  | 3          | 2          | 0          | 1          | 30      | 58        | - 28       | 8      |
| 4    | Sri Lanka     | 3          | 0          | 0          | 3          | 56      | 95        | - 39       | 3      |

Nota: Se otorgan 4 puntos al equipo que gane un partido, 2 al que empate y 0 al que pierda
Puntos Bonus: 1 punto por convertir 4 tries o más en un partido y 1 al equipo que pierda por no más de 7 tantos de diferencia
|  | Campeón y clasifica a Brasil 2019 |

## Resultados

### Primera fecha
| 12 de diciembre 17:00 | Hong Kong | 13 - 17 | Corea del Sur |  |  |

| 12 de diciembre 19:00 | China Taipéi | 18 - 15 | Sri Lanka |  |  |
|                       |              | Reporte |           |  |  |

### Segunda fecha
| 15 de diciembre 17:00 | Hong Kong | 48 - 15 | Sri Lanka |  |  |
|                       |           | Reporte |           |  |  |

| 15 de diciembre 19:00 | China Taipéi | 7 - 5 | Corea del Sur |  |  |

### Tercera fecha
| 18 de diciembre 13:00 | Sri Lanka | 26 - 29 | Corea del Sur |  |  |
|                       |           | Reporte |               |  |  |

| 18 de diciembre 15:00 | China Taipéi | 5 - 38 | Hong Kong |  |  |

| Bandera de Hong Kong |
| Campeón Hong Kong    |
|                      |